# Якби тобі довелося…
«Якби тобі довелося…» — поема Тараса Шевченка, написана у першій половині 1849 року в Раїмі.

## 
Збереглося кілька чистових автографів вірша: у «Малій книжці», і у «Більшій книжці». Автографи не датовано. Поема датується за місцем автографа у «Малій книжці» серед творів 1849 року та часом перебування Шевченка (під час зимівлі Аральської описової експедиції в 1848—1849 роках на Косаралі) в Раїмі з січня по квітень 1849 року, орієнтовно: січень — квітень 1849 року, місце написання — Раїм.
Автограф, з якого вірш переписано до «Малої книжки», не відомий. До «Малої книжки» твір переписано під № 7 у третьому зшитку за 1849 рік, орієнтовно наприкінці 1849 — на початку 1850 року (до арешту поета 23 квітня). При цьому Шевченко замінив два слова у рядку 15, вставив слово в рядку 64. Повернувшись до тексту поеми пізніше, найімовірніше під кінець перебування на засланні, в Новопетровському укріпленні, він зробив ряд виправлень чорнилом: замінив слово у рядку 20, дописав рядки 21 — 22. Наступний етап роботи зафіксовано у «Більшій книжці», куди Шевченко 1858 року, не раніше 18 березня і не пізніше 22 листопада, заніс нову редакцію твору. Під час переписування замінено слова в рядках 44 та 63, виправлено описку в рядку 86. Ґрунтовна переробка, якій Шевченко піддав поему, пов'язана насамперед з психологічним поглибленням образів центральних героїв. У другій редакції він, по суті, створив нову концепцію образу дівчини. В процесі редакційної обробки усунуто другорядні щодо розкриття основного змісту твору мотиви (про відпочинок арештантів, про весільний поїзд), натомість додано деталі, що роблять оповідь стислішою й конкретнішою.
Найімовірніше, з «Малої книжки» поему було переписано до рукописного списку невідомої особи з окремими виправленнями Шевченка кінця 1850-х років, що належав Л. М. Жемчужникову. Деякі відміни цього списку, який не зберігся, подав О. Я. Кониський. Як варіанти поеми «Якби тобі довелося…» він відзначає ті самі фрагменти з «Малої книжки», що не ввійшли до другої редакції твору і вперше наведені в підрядкових примітках у виданні: «Кобзар з додатком споминок про Шевченка Костомарова і Микешина» (Прага, 1876, стор. 130—134), й, очевидно, йдучи за цим виданням, не фіксує поодиноких варіантів в окремих рядках першої частини поеми (6, 7, 29, 31, 36).

## Публікація
Вперше поему надруковано за «Більшою книжкою» у виданні: «Кобзарь Тараса Шевченка / Коштом Д. Е. Кожанчикова» (СПб., 1867, стор. 453—456), з купюрою з огляду на цензуру в рядку 50 (випущено слово «опрігся») і того ж року за цим виданням у книжці: «Поезії Тараса Шевченка» (Львів, 1867, том 2, стор. 199—202). Повний текст вперше опубліковано у виданні: «Кобзар з додатком споминок про Шевченка Костомарова і Микешина» (Прага, 1876, стор. 130—134).

## Сюжет
У цій невеликій за обсягом поемі нове художнє втілення дістала тема панів і кріпаків. Шевченко стверджує ідеали народної моралі, переконливо показує вищість простих людей над панами та їхніми посіпаками. Поет звеличує мужність і благородство хлопця-кріпака («месника святого»), який вступився за честь дівчини і вбив пана-гвалтівника. Водночас тут поетизується подвиг дівчини: з вдячності до рятівника вона відмовилася від особистого щастя і з свого весілля пішла за ним у Сибір. В остаточній редакції поеми поглиблено психологічне мотивування вчинку героїні, загострено соціально-моральну характеристику як трудящого селянства, так і розпусних поміщиків і їхніх прислужників, посилено емоційно-ліричну тональність розповіді. Твір відбиває зростання соціальної свідомості трудівників. Полемічно загострений вступ (про «безталанних» покриток і розбещених панів) майстерно поєднано з двома сюжетними малюнками, в яких розкривається внутрішня краса людей з народу. Звеличення селян-кріпаків мало велике суспільне значення в період боротьби за знищення кріпосництва в Росії.